# Leucoloma sieberianum
Leucoloma sieberianum är en bladmossart som först beskrevs av Hornschuch in Sprengel, och fick sitt nu gällande namn av Georg Friedrich von Jaeger 1872. Leucoloma sieberianum ingår i släktet Leucoloma och familjen Dicranaceae. Inga underarter finns listade i Catalogue of Life.